# شهرستان مبین
ناحیهٔ مبین (به عربی: مدیریة مبین) یک ناحیه در یمن است که در استان حجه واقع شده‌است. شهرستان مبین ۵۰٬۷۳۲ نفر جمعیت دارد.